# Rupak Ginn
Pour les articles homonymes, voir Ginn.
Rupak Ginn est un acteur américain d'origine indienne né le 24 janvier 1983, à San Francisco, en Californie, aux États-Unis.
Il est surtout connu pour son rôle de Raaj, le fiancé de Divia Katdare (Reshma Shetty), dans Royal Pains.

## Filmographie

### Cinéma
- 2006 : Un nom pour un autre
- 2010 : Love and Game (Just Wright)
- 2011 : Sexe entre amis

### Télévision
- 2009-2012 : Royal Pains